# Кевин Васърмен
Кевин Джон Васърмен (на английски: Kevin John Wasserman), по-известен с прякора си Нуудълс, е водещ китарист и беквокалист на американската рок група „Офспринг“.
Роден е в Лос Анджелис на 4 февруари 1963 г.

## Китари
Нуудълс обикновено свири на Ibanez китари, като има 2 подписни модела, едната с канална лента (тип NDM1), а другата с логото на Офспринг с очила (тип NDM2). Предпочита DiMarzio Tone Zone.